# Макарово (Ермаковский сельский округ)
Не путать с деревней Макарово Ермаковского сельского поселения Любимского района Ярославской области.
Мака́рово — деревня в составе Ермаковского сельского округа Даниловского сельского поселения Даниловского района Ярославской области России.

## География
Находится в 36 км от Данилова в 6 км от автомобильной дороги Череповец-Данилов. Главная и единственная улица деревни - Кузнечная. На 2007 год нежилая.

## Население
| 2007 | 2010 |
| ---- | ---- |
| 0    | →0   |